# Floyd Gibbons

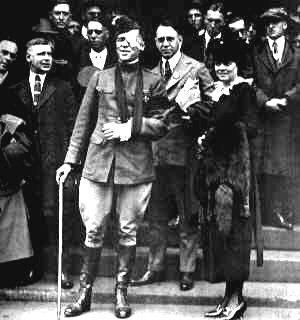
Gibbons wird 1918 bei seiner Rückkehr aus Europa in Minneapolis willkommen geheißen

Floyd Phillips Gibbons (* 16. Juli 1887 in Washington, D.C.; † 23. September 1939 in Stroudsburg, Pennsylvania) war ein amerikanischer Journalist und Hörfunkmoderator, der während des Ersten Weltkrieges für die Chicago Tribune als Kriegsberichterstatter tätig war. Seinerzeit war er einer der ersten Radioreporter und war vor allem wegen seiner schnellen Sprechweise und seiner gefährlichen Einsätze im Krieg landesweit bekannt.

## Leben
Floyd Phillips Gibbons wurde am 16. Juli 1887 in Washington, D.C. geboren. Er war das erste von fünf Kindern von Edward Thomas Gibbons und Emma Theresa Phillips. Gibbons zog mit seiner Familie nach Des Moines, Iowa und lebte dort von 1900 bis 1903. Sein Vater besaß dort ein Rabattmarkengeschäft für Kaufleute. Obwohl sein Vater wollte, dass er für das Familienunternehmen arbeitet, studierte Gibbons nach der High School Jura an der Georgetown University, von der er später allerdings ausgeschlossen wurde.
Gibbons begann 1907 als Journalist zu arbeiten und schrieb zunächst Polizeiberichte für die Minneapolis Daily News. Nach seiner Entlassung war er bei der Milwaukee Free Press und dann bei der Minneapolis Tribune beschäftigt. 1910 wurde er verhaftet, weil er in der Gemeinde Winter in Wisconsin eine Telegrafenleitung unterbrochen hatte, um zu verhindern, dass andere Zeitungen eine Story über den Landbesitzer John F. Dietz verbreiteten. Dieser war bereits seit sechs Jahren in einem Konflikt mit den Behörden, bei dem es um die Besitzrechte des Cameron Dam ging. Gibbons hatte zusammen mit anderen Journalisten einen General begleitet, der Dietz in einem letzten Versuch zum Aufgeben bewegen wollte. Da es nur eine Verbindung zur Außenwelt gab und sich die Journalisten trotz einer Vereinbarung gegenseitig blockierten, kappte Gibbons die Leitung. Im Jahr 1912 wechselte er schließlich zur Chicago Tribune. Dort erlangte er 1916 Bekanntheit für seine Berichterstattung über die Mexikanische Expedition, auch Pancho Villa Expedition genannt.

### Untergang der RMSLaconia

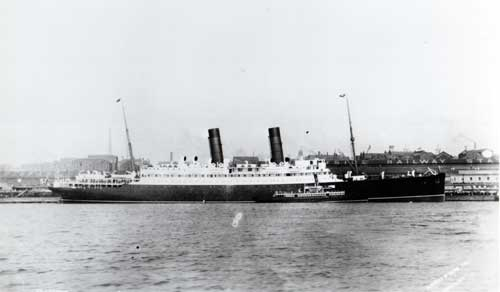
RMS Laconia (1912)

Im nachfolgenden Jahr wurde er als Korrespondent nach England geschickt und war deshalb an Bord des Passagierdampfers Laconia. Am Abend des 25. Februar 1917 wurde die Laconia vor der irischen Küste von dem deutschen U-Boot U 50 angegriffen. Das Schiff sank nach zwei Torpedotreffern etwa 40 Minuten nach dem ersten Einschlag. Dank der vorher durchgeführten Rettungsübungen verlief die Evakuierung sehr geordnet ab, sodass von den 291 Menschen an Bord 279 den Untergang überlebten.
Floyd Gibbons verfasste unmittelbar nach seiner Rettung einen Bericht über die Versenkung des Passagierschiffs und die Rettungsaktion. Er beschreibt dort detailreich die Gespräche an Bord kurz vor der ersten Detonation und die Zeit, die er im Dunkel der Nacht mit seinen Mitreisenden auf dem Rettungsboot ausharren musste. Bedeutsam war jedoch vor allem, dass eines der Rettungsboote beim Abfieren abstürzte und leckschlug. Mary Hoy und ihre Tochter Elizabeth, zwei Amerikanerinnen, befanden sich in diesem Boot und wurden infolge von Unterkühlung und Erschöpfung wenig später von einer Welle über Bord gespült. Gibbons’ Veröffentlichung der Ereignisse erregte großes Aufsehen und der Artikel erschien in Zeitungen im ganzen Land. Wegen seiner großen Bedeutung als Anscheinsbeweis für den offenen Angriff eines deutschen U-Bootes auf ein weiteres Passagierschiff, bei dem wiederum amerikanische Staatsbürger ums Leben kamen, wurde der Bericht in beiden Kammern des Kongresses verlesen. Bei der Versenkung der Lusitania im Mai 1915 und der Arabic drei Monate später war es zu amerikanischen Todesopfern gekommen. Gibbons’ Schilderung dieses Angriffs ließ die antideutsche Stimmung in den Vereinigten Staaten weiter steigen, und die Öffentlichkeit forderte einen baldigen Kriegseintritt, der wenige Wochen darauf erfolgte. Die Veröffentlichung der Erlebnisse Floyd Gibbons’ trug wohl nicht unerheblich dazu bei, dass die Stimmung in den zuvor neutralen Vereinigten Staaten kippte.

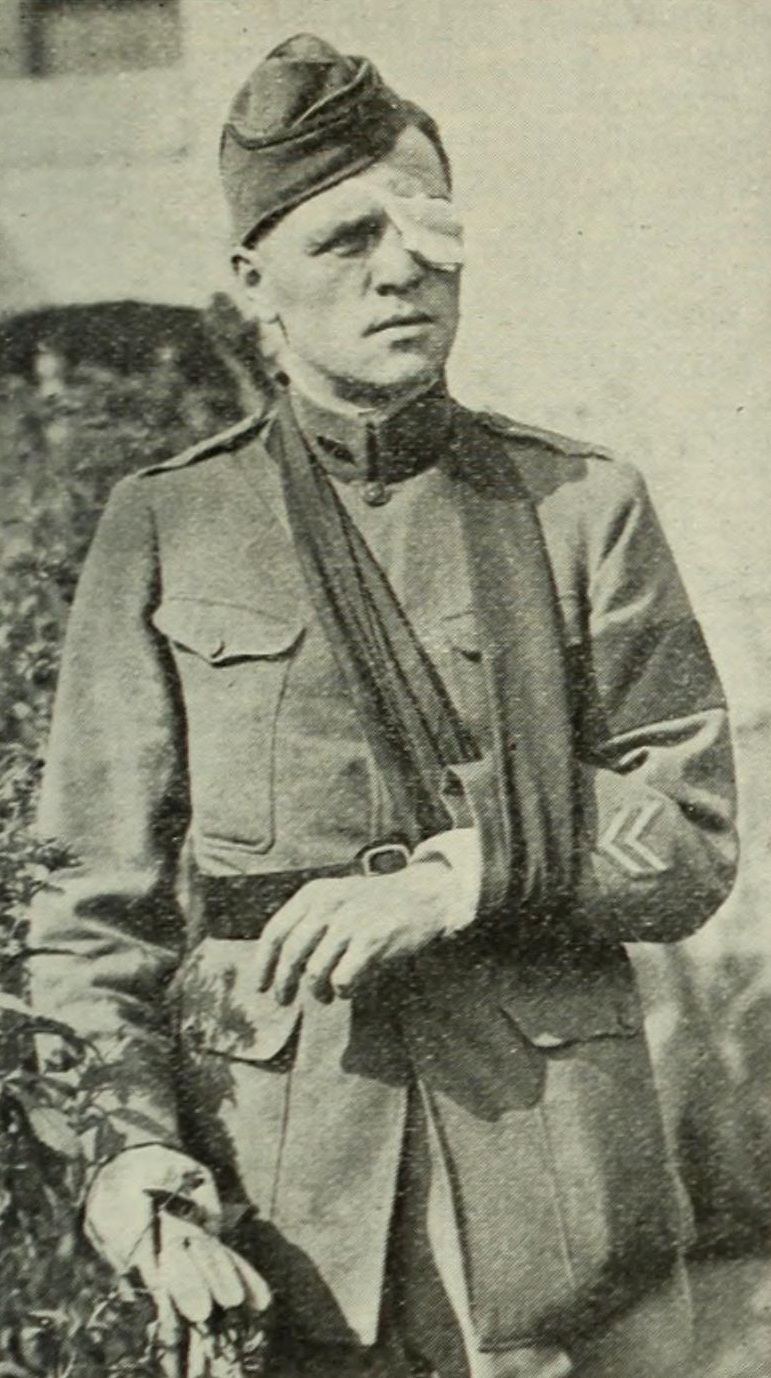
Gibbons im Jahr 1919

### Im Ersten Weltkrieg
Nach seiner Überfahrt blieb Gibbons in Europa und berichtete als Kriegskorrespondent von der Schlacht von Belleau Wood in Frankreich. Am 6. Juni 1918 begleitete er dort das 5. US-Marineinfanterie-Regiment unter Kommandeur Major Benjamin S. Berry als die US-Truppen über offenes Feld in Richtung des von den Deutschen besetzten Waldes stürmten. Mit einem ausführlichen Artikel über seine Erlebnisse auf dem Schlachtfeld trug Gibbons durch die teils heroischen Darstellungen wohl maßgeblich zur „Legende der Marines in Belleau Wood“ bei, welche die öffentliche Wahrnehmung nachhaltig prägte. Die Schlacht gilt zudem als Ursprung des Spitznamens Teufelshunde (Devil Dogs) für die Marines, allerdings ist unklar welche Seite diesen tatsächlich ersann. Nach dem Autor H.L. Mencken haben die Deutschen den Begriff nie benutzt und beruft sich dabei auf K. Bergmanns Wie der Feldgraue spricht. Stattdessen habe ein „amerikanischer Korrespondent“ diesen erfunden. Floyd Gibbons erlangte beachtliche Bekanntheit und wurde von seinen Lesern und der Chicago Tribune für seinen Blick fürs Detail und seinen lebendigen Schreibstil geschätzt. Während des Frontalangriffs im Juni 1918 wurde Gibbons verwundet und verlor ein Auge, nachdem er bei Château-Thierry versucht hatte, einen amerikanischen Marinesoldaten zu retten, und dabei von deutschen Schüssen getroffen worden war. Berichten zufolge reagierte Gibbons gelassen auf die Nachricht des Arztes, dass sein Auge verloren sei. Seit diesem Vorfall trug er immer einen markanten weißen Verband über seinem linken Auge. Für seine Tapferkeit auf dem Schlachtfeld wurde er mit dem französischen Croix de Guerre ausgezeichnet. Noch bis 1927 arbeitete er als Leiter des Auslandsdienstes der Chicago Tribune und war Direktor der europäischen Zweigstelle. Während dieser Zeit war er vor allem wegen seiner Berichterstattung über Kriege und Hungersnöte in Polen, Russland und Marokko bekannt. Wie von seinem Bruder später beschrieben, wurde er von seinen Bewunderern oft Headline Hunter genannt.

### Wirken in Film und Hörfunk
Nach seiner Entlassung wurde er Radiomoderator bei der NBC und begann nebenbei, Romane zu schreiben. Zu seinen Werken zählt auch der 1929 erschienene, fiktive Roman "The Red Napoleon", im Deutschen "Der rote Napoleon", welcher dem Genre der Phantastik zugeordnet werden kann. Das Werk vereinte seinerzeit erstmals die "Gelbe Gefahr" (Yellow Peril) mit der Angst vor dem Kommunismus und dessen Invasion in Europa und Amerika. Gibbons beschreibt darin die Machtergreifung eines sowjetischen Generals durch einen Putsch, wodurch dieser zu einem „Roter Napoleon“ werden könnte. Der Staatsstreich durch Napoleon Bonaparte in der Französischen Revolution diente dabei offenbar als Inspiration. "The Red Napoleon" gehört zu den Invasionsromanen ("invasion literature"), die vor allem in der Zeit des Ersten Weltkrieges populär waren.
Außerdem verfasste er eine Biographie über den deutschen Jagdflieger Manfred von Richthofen, auch Der Rote Baron genannt, mit dem Titel Der Rote Ritter von Deutschland. Bei NBC moderierte Gibbons die Wochenschau, in der er über aktuelle politische, gesellschaftliche und kulturelle Ereignisse berichtete, und wurde dafür mit einem Stern in der Kategorie Radio auf dem Walk of Fame ausgezeichnet. Ab 1929 moderierte er seine eigene halbstündige Radiosendung, die jeden Mittwochabend um 22:30 Uhr im NBC Red Network zu hören war. Wegen der Konkurrenz durch Paul Whitemans Show auf CBS Radio wurde Gibbons Sendung jedoch im März 1930 abgesetzt. Im selben Jahr erschien der Dokumentarfilm Mit Byrd zum Südpol, in dem er als Sprecher auftrat. Ende der 1930er-Jahre war er an der Produktion der Kurzfilmserie Your True Adventures beteiligt. Gibbons bot in seiner Radiosendung fünfundzwanzig Dollar für die beste von einem Zuhörer eingereichte Geschichte, welche anschließend in den Vitaphone Studios von Warner Brothers verfilmt werden sollte. Gesucht wurden möglichst „haarsträubende“ Erlebnisse, die gerade noch einmal gut ausgegangen waren. In diesen Werken trat er später auch als Erzähler auf und verfasste einige der Drehbücher selbst.
Floyd Gibbons hatte sich auf seiner Farm zur Ruhe gesetzt, doch noch kurz vor seinem Tod plante er eine weitere Reise nach Europa, um über den dort beginnenden Zweiten Weltkrieg zu berichten. Er starb jedoch am 24. September 1939 im Alter von 52 Jahren an einem Herzinfarkt auf seiner Cherry Valley Farm in Stroudsburg, Pennsylvania. Er wurde auf dem Mount Olivet Cemetery in Washington, D.C. beigesetzt.

## Filmografie (Auswahl)
- 1930: With Byrd at the South Pole (als Erzähler)
- 1931: Great Decision (über Woodrow Wilson)
- 1931: Turn Of The Tide

Alle unten aufgeführten Your True Adventure-Kurzfilme wurden von Warner Brothers produziert und im Vitaphone Studio in New York aufgenommen. Die Filme basierten auf wahren Begebenheiten und wurden von Zuhörern Gibbons im Radio eingereicht. Oft wurde die reale Person hinter der Geschichte am Ende des Kurzfilms von ihm persönlich vorgestellt.
- 1937: The Attic of Terror (9 Minuten) mit Chester Stratton, William Morrow, Julia Fasset
- 1937: Playing with Danger (9 Minuten)
- 1937: Danger-High Voltage (9 Minuten) mit Bruce MacFarlane, Ruth Dryden, Jack Harwood, Philip Ober
- 1937: The Bolted Door (18 Minuten) mit Diana Datlow
- 1937: Alibi Mark (13 Minuten) mit Dennis Moore
- 1938: Hit And Run (13 Minuten) mit Giles Kelly, Peggy O’Donnell and Robert Elliot.
- 1938: Shopgirl’s Evidence (9 Minuten) mit Barbara Fulton
- 1938: Dear Old Dad (12 Minuten) mit Wryley Birch
- 1938: Wanderlust (9 Minuten) mit John Raby, Margaret Wycherly, Ed Butler
- 1938: A Dream Come True (9 Minuten) mit Marilyn Jolie, Joyce Gates, Minette Barrett, Frederick Smith.
- 1938: The Fighting Judge (13 Minuten) mit Edward Trevor, J. Covil Dunn, Suzanne Jackson, Patsy Roe
- 1938: Night Intruder (14 Minuten) mit Helen Carew, Edith Ketchum, Jean Whittaker, Helen Cromwell, Harry Bellaver
- 1938: Trapped Underground (9 Minuten) mit Millard Mitchell, Ralph Chambers, Jack Harwood.
- 1938: Identified (9 Minuten) mit Vernon Rich
- 1938: Defying Death (12 Minuten) mit Mady Carrell, Warren Ashe & Stephen Miller
- 1938: Toils Of The Law (11 Minuten) mit Dane Clark, Herbert Rudley, Mabel Taliaferro, Sheldon Leonard
- 1938: Treacherous Waters (9 Minuten)
- 1939: The Human Bomb (12 Minuten) mit Ryder Keane, Edward Mayne, Lyster Chambers
- 1939: High Peril (12 Minuten) mit Eddie Acuff, William Challee
- 1939: A Minute from Death (9 Minuten) mit Jack Sheehan
- 1939: Chained (9 Minuten) mit Tommy Cooney, Kenneth Derby, Herb Vigran
- 1939: Voodoo Fires (9 Minuten) mit Frank Lyon
- 1939: Haunted House (12 Minuten) with Claire McAloon, Ruth Halstead, Edna West.
- 1939: Lives In Peril (9 Minuten) mit Charles Powers, John Kirk and Ralph Riggs
- 1939: Three Minute Fuse (12 Minuten) mit Edward Andrews
- 1939: Verge of Disaster (9 Minuten) mit Frank Marion, Alma Ross, John Rega